# Elena Popea

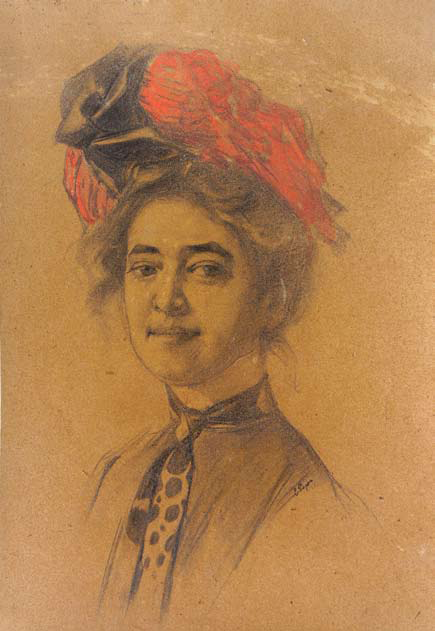
Selbstporträt

Elena Popea (* 15. April 1879 in Kronstadt; † 1941 in Bukarest) war eine rumänische Malerin.

## Leben
Die als Tochter des Lehrers Ioan Popea in dem seinerzeit noch zu Österreich-Ungarn gehörenden Kronstadt, dem heutigen rumänischen Brașov, geborene Elena Popea begann ihre Ausbildung um 1900. Ihre frühen Lehrer, der Professor Jank Angelo (1868–1940), der Maler Johann Jakob sowie die Münchner Malerin Caroline Kempter standen dem deutschen Impressionismus nahe.:8 Bereits vor dem Ersten Weltkrieg stellte sie ihre Werke aus. In Paris lernte sie dabei den Maler Lucien Simon (1861–1945) kennen und besuchte dessen Werkstätte, ebenso wie die des Pariser Illustratoren und Malers André Lhote (1885–1962). Nach einem längeren Aufenthalt in der Bretagne kehrte sie nach Rumänien zurück.

## Werk
Ihr Œuvre  umfasst die Landschaftsmalerei, Blumenstillleben und Darstellungen von Menschen bei der Arbeit oder bei Veranstaltungen (Prozessionen, Marktszenen, Feldarbeit). Ihre Bilder finden sich in verschiedenen Museen, darunter das Museum Toma Stelian in Bukarest.

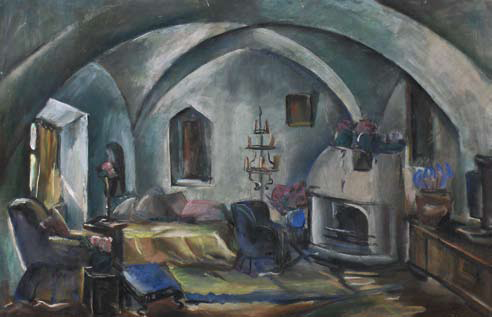
Interior din castelul Bran
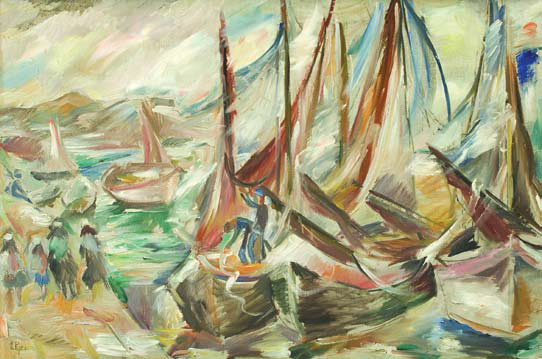
Bărci
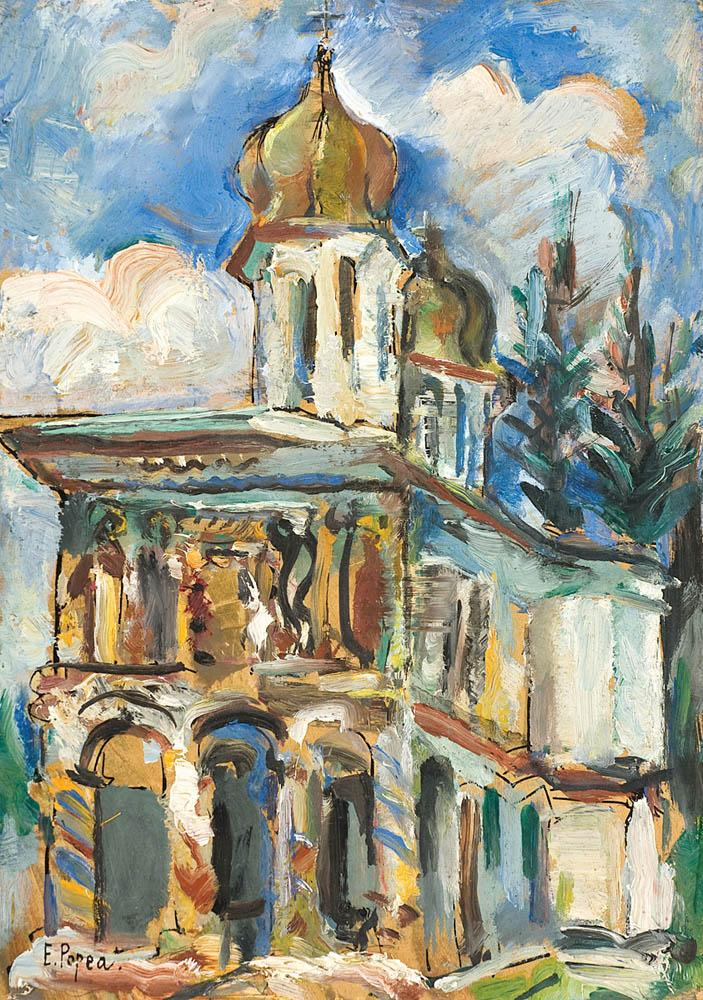
Biserica din Câmpulung - Muscel
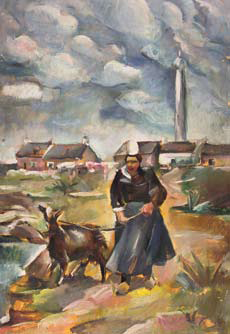
Femeie cu capră
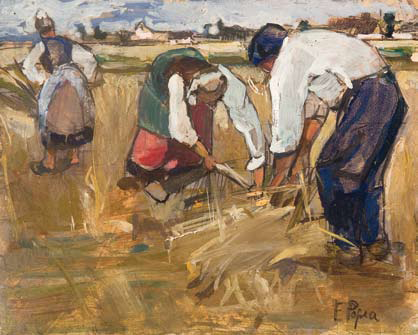
Secerători
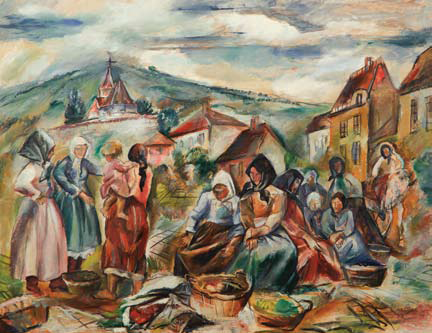
Târg în Ardeal

## Ausstellungen
- 1928: Kollektivausstellung in der Galerie „Ferme la Nuit“ in Paris